# Charles d'Abancour
Charles Xavier Joseph de Franque Ville d'Abancour (4 de julio de 1758-9 de septiembre de 1792) fue un estadista y ministro de Luis XVI.

## Biografía
Nacido en Douai, fue el último ministro de la guerra de Luis XVI, siendo el encargado de organizar la defensa del Palacio de las Tullerías durante los ataques perpetrados el 10 de agosto de 1792. Rechazó la orden dada por la Asamblea Legislativa de retirar la Guardia Suiza, lo que provocó su arresto por traición a la nación, siendo enviado a una prisión en Orléans a la espera de juicio.
A finales del mes de agosto, la Asamblea ordenó que d'Abancourt y los demás prisioneros fuesen transferidos a París bajo una escolta comandada por Claude Fournier. Una vez en Versalles, tuvieron conocimiento de las masacres de septiembre. D'Abancourt y el resto de prisioneros fueron asesinados durante las matanzas cometidas el 9 de septiembre en Versalles, siendo Fournier acusado de complicidad en dichos crímenes.
- Datos: Q1063449